# Aguiar (Paraíba)
Aguiar é um município brasileiro no estado da Paraíba, localizado na Região Metropolitana do Vale do Piancó. De acordo com o IBGE (Instituto Brasileiro de Geografia e Estatística), em 2016 sua população é de 5.567 habitantes. Área territorial de 345 km².

## História
Em meados do século XVIII, começou o povoado de São Francisco, atual Aguiar, que teve como primeira família a de Francisco Dutra de Andrade. Era português, que na invasão da Capitania de Pernambuco fugiu dos conflitos com a sua família, saindo do litoral para o sertão da Paraíba. Chegando lá, recebeu uma doação de uma faixa de terra, de acordo com uma Sesmaria, que correspondia a três léguas de comprimento e uma de largura. A residência do senhor Francisco Dutra ficava na localização do sítio Lagamar, em Aguiar, em frente ao "cemitério velho". No dia 2 de outubro de 1858, o Alferes Joaquim José Rufino da Silva e sua esposa, D. Tereza de Jesus, foram ao cartório da Vila de Santo Antônio de Piancó, onde se encontrava o tabelião Manoel Henrique dos Anjos Bastos, e fizeram uma doação de 120 braças de terra do Sítio São Francisco para o patrimônio da Capela de São Sebastião, denominado São Francisco de Aguiar. A escritura de doação do patrimônio religioso foi registrada a mando do Major Manoel Valeriano do Nascimento no dia 15 de fevereiro de 1869.

### Epidemias
O povoado na sua formação foi vítima de algumas epidemias, uma delas foi a "bexiga". As pessoas que eram acometidas dessa doença se recolhiam no mato, ficando uma pessoa encarregada de levar alimentos e remédios para sua cura. Se as pessoas morressem, seriam enterradas no mato. Depois foi construído um cemitério no Sítio Lagamar. Mas, por volta da década de 1877, o povoado foi vítima de mais uma epidemia, dessa vez mais grave, que matou parte da população do Sítio São Francisco do Aguiar. Não se sabe qual a doença que causou a segunda epidemia, mas as pessoas morriam aproximadamente 12 horas após serem contaminadas. Hoje, pode-se deduzir que foi uma epidemia de cólera. As pessoas eram enterradas no cemitério; como a epidemia de alastrava rapidamente, o Alferes Joaquim José Rufino da Silva, genro de Francisco Dutra, fez uma promessa a São Sebastião, que se a doença não contaminasse sua família e o resto da população, escolheria como padroeiro São Sebastião. Como a epidemia acabou, o Alferes cumpriu a promessa. Com o fim da epidemia, o cemitério foi interditado, pois os moradores acreditavam que, se as pessoas continuassem a frequentá-lo, seriam contaminados pela peste; (o cemitério ficou conhecido como Cemitério das Almas). Com isso, as pessoas que moravam próximo, abandonaram suas residências e começaram a construir suas casas distantes do Lagamar, seguindo para as terras, onde hoje fica o centro urbano (a partir daí, começou a formação de algumas aglomerações em volta da Capela, que era construída de taipa).

### Denominação
O atual topônimo de Aguiar não tem versão única quanto à sua origem; moradores afirmam que o nome Aguiar se originou de uma tribo indígena que usava a margem de um rio (que passa pela cidade) para trafegar juntamente com os primeiros habitantes; e diziam: "seguiremos pelo rio a nos guiar", daí a denominação Aguiar. Entretanto, já foi chamada Fazenda São Francisco de Aguiar, Vila São Francisco de Aguiar, Distrito São Francisco do Aguiar, pela Lei nº 17, de 7 de janeiro de 1986, subordinado ao município de Piancó, assim permanecendo em divisões territoriais datadas de 31 de dezembro de 1936 e 31 de dezembro de 1937, o distrito de São Francisco de Aguiar passou a denominar-se apenas Aguiar.

### Início da emancipação política
O Distrito de Aguiar desenvolveu-se com as famílias, em sua grande maioria, formada por fazendeiros, agricultores, comerciantes e líderes políticos. Tinham suas relações políticas e comerciais com Piancó. Com o passar do tempo, as forças políticas regionais entraram em negociação, para que todos os distritos pertencessem à jurisdição de Piancó, o que fazia com que todos fossem votar a cavalo, a pé e alguns em carros. Em 1952, o Distrito de Aguiar podia apresentar candidatos para votar e ser votados; as urnas vieram de Piancó para escolha de prefeito, vice-prefeito e vereadores. O sistema político era dominado pelos coronéis, fazendeiros da região, que escolhiam uma pessoa influente para ser candidato. O fazendeiro Francisco Pereira Lima, conhecido por "Chico Demétrio", colocou seu filho Odílio Pereira Lima para disputar as eleições, sendo este vitorioso com 475 votos, e exercendo seu mandato sem remuneração.

## Emancipação Política
Pela Lei Estadual nº 2669, em 22 de dezembro de 1961, desmembra-se do município de Piancó e eleva-se à categoria de Município.

### Prefeitos

#### Aristides Alves de Sousa
Tendo sido o primeiro Prefeito, o Sr. Aristides Alves de Sousa (1963-1966), teve como Vice-Prefeito o Sr. Joaquim Sátiro Dantas. Aristides era casado com Francisca Pereira de Lacerda e em seu segundo casamento com Terezinha Silva de Lacerda Sousa.

#### Joaquim Bento de Sousa
Segundo Prefeito, governou de 1967 a 1969. Teve como Vice-Prefeito José Gregório de Sousa. Joaquim Bento era casado com Lídia Cabral de Sousa; desta união nasceram nove filhos. Em seu mandato, construiu o primeiro prédio da sede da Prefeitura (onde hoje funciona a Biblioteca Pública Municipal), instalou o serviço de som de divulgação municipal e construiu o Ginásio Comercial Bernardino Bento.

#### José Soares Brasileiro
Terceiro Prefeito, governou de 1970-1972. Solteiro, filho de agricultor, foi eleito vereador em 1966. Nesta época não recebia vencimentos. Estudou até a quarta série primária. Foi eleito Prefeito pelo partido ARENA 2, com 1800 votos por 2 votos de diferença, apoiado por Joaquim Bento de Sousa. Realizou a obra da caixa d'água que fica na Fazenda Castelo. Em 1972, renunciou seu cargo de Prefeito, porque os recursos recebidos eram insuficientes para pagar os funcionários e administrar as obras públicas. Sendo assim, optou por entregar o cargo ao seu Vice, Francisco Nunes Ferreira.

#### Francisco Nunes Ferreira
Assumiu dois anos de mandato, 1973-1974. Era casado com Francisca Paula, conhecida por "Quinha". Seu "Chico Nunes" , como é conhecido, foi Vereador por três vezes. Como prefeito, preocupou-se com o desenvolvimento social do Município. Hoje é casado com "Alzenira" e é pai de dez filhos.

#### Severino Judivan Cabral de Sousa
Quarto Prefeito, governou de 1973 a 1976. Seu Vice-Prefeito era Agenor Mendes Pedrosa. Judivan era casado com Maria do Carmo; desta união, teve três filhos. Advogado, professor, diretor do Ginásio Comercial Bernardino Bento. Quando prefeito, realizou as seguintes obras: construção do Colégio Lídia Cabral de Sousa; construção do prédio do Comércio, hoje residencial.

#### Lourival Lacerda Leite
Quinto Prefeito, governou de 1977 a 1980. Seu Vice-Prefeito era José Dantas Nobre (Totó). O senhor Lourival foi casado com a senhora Francisca Batista Guedes (D. Chiquinha Guedes); desta união nasceram cinco filhos. Foi eleito com grande apoio popular, uma vez que disputou a eleição com três candidatos e venceu com uma grande diferença. Durante sua administração, construiu os prédios das Escolas Dozinha Bento, Joana Lacerda; prédios escolares na zona rural; a praça Miguel Isidro Leito (demolida); a lavanderia Maria Moxotó; o prédio da TELPA, à época para instalação da telefonia fixa; pavimentou em paralelepípedo diversas ruas. Deve-se ressaltar que, nesta época, todas as obras foram realizadas com recursos próprios, pois não haviam convênios com o Governo Federal, nem tão pouco as Emendas Parlamentares.

#### José Dantas Nobre
Assumiu o governo de Lourival Lacerda e governou por dois anos. Construiu lajões, saneamento básico, pavimentou algumas ruas, construiu o açougue público, construiu quatro grupos escolares na zona rural; mantinha um convênio com o Colégio Bernardino Bento para o fornecimento de bolsas para alunos carentes; transporte para os estudantes irem para a cidade de Boqueirão dos Cochos (Igaracy); convênio para a distribuição de merenda escolar; assistência médica; manutenção de auxílio funeral; construção do cemitério novo; etc.

#### Isvaldo Cabral de Sousa (Miguilo)
Sexto e oitavo Prefeito, o senhor Miguilo, casado com a senhora Maria do Carmo Lacerda, escrivã do Cartório de Registro Civil de Aguiar, pai cinco filhos. Nas suas administrações realizou as seguintes obras:
- 1º Mandato: (01/1983 - 12/1988)

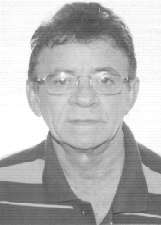
Ex-prefeito de Aguiar, Isvaldo Cabral.

(Vice-Prefeito Manoel Casimiro de Oliveira) - Implantação dos cursos científico e pedagógico; - Construção de sete grupos escolares; - Ampliação da Escola Lídia Cabral de Sousa; - Aquisição de veículos, como ambulância, caminhão, caçamba, trator de pneu, Opala e Chevette; - Construção de rede de esgoto e calçamento em várias ruas da cidade; - Construção do Colégio Bernardino Bento, o Hospital Francisco Bento Cabral e o açude da Lajes; - Construção da Cadeia Pública; - Formação da Banda Marcial com mais de 35 instrumentos de sopro; - Recuperação das Estradas do Município; - Ampliação da antiga TELPA; - Construção do Centro Administrativo, hoje Prefeitura Municipal; - Construção da Praça Joaquim Bento de Sousa; - Assistência à saúde e educação.
- 2º Mandato: (01/1993 - 12/1996)

(Vice-Prefeito Elias Rufino Leite) - Construção do matadouro público, da quadra poliesportiva, da creche municipal, de açudes em quatro comunidades; - Calçamento e passagem molhada da Rua Francisco Demétrio; - Eletrificação rural; - Reconstrução das praças Miguel Isidro Leite e Joaquim Bento de Sousa; - Aquisição de dois ônibus escolares, de um trator de esteira, de veículos, como ambulância, caminhonete e Monza; - Reforma de todos os grupos escolares do município; - Construção da estrada que liga Lajes a Mucunã; - Recuperação das estradas do Município; - Assistência à saúde e educação; - Realização de eventos como Carnaval, São João e Dia da Cidade; - Construção de um chafariz, instalação de duas TV's; - Qualificou os professores da rede municipal; - Implantou a gestão escolar; - Reformou os serviços da Secretaria de Educação e equipou os grupos escolares com livros, utensílios de cozinha, filtros e armários.

#### Francisco Mendes Pedrosa

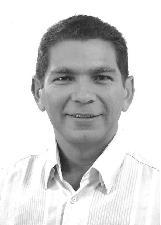
Manoel Batista Guedes Filho, ex-prefeito de Aguiar.

Sétimo Prefeito, assumiu o governo de 1989 a 1992. Seu Vice-Prefeito era Lourival Lacerda Leite. O senhor Francisco é casado com a senhora Rosélia Maria Lucena Pedrosa, e é pai de três filhos. Vereador por seis anos, Presidente da Câmara por dois anos, Prefeito Municipal por quatro anos. Realizou as seguintes obras: - Aquisição de um caminhão para transportar mudanças, tijolos, legumes das roças dos moradores; - Doação de todos os registros de nascimento das crianças; - Durante quatro anos, manteve o patrulhamento em todas as estrada vicinais do Município; - Implantação de gratificação "pó de giz" para os professores da Escola Municipal de cursos Normal e Médio; - Reconhecimento da Escola Lídia Cabral de Sousa; - Construção de grupos escolares Carrapato e São Bento; - Implantação do transporte da zona rural; - Ampliação da Escola Bernardino Bento; - Construiu a rede de esgoto da Rua Joaquim Lopes de Sousa e da Rua Padre Aristides; - Distribuiu cadernos aos alunos da Rede Municipal; etc.

#### Darcy Alves de Lacerda

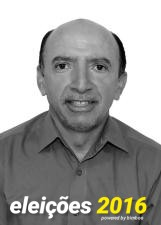
Lourival L.L Filho, Prefeito de Aguiar nas eleições de 2016.

Nono e décimo Prefeito, governou de 1997 a 2004. Em seu primeiro mandato teve como Vice-Prefeita Maria de Lourdes Sousa. Já em seu segundo mandato, a Vice-Prefeita Iracy Mendes Cabral. Darcy é casado com Inês Monteiro de Lacerda; desta união, nasceram três filhos. No seu governo, priorizou saúde e educação. Construiu salas de aula; realizou ampliação dos grupos escolares dos sítios Lages, Serra de São Pedro e reconstruiu a Escola Casemiro Alves de Oliveira. Assegurou o transporte de estudantes da zona rural à cidade de Cajazeiras; distribuição regular de merenda escolar. Na saúde, construiu o posto médico Dr. André, na comunidade Riacho Verde, e implantou o PSF, com dois médicos para atendimento à população rural. Na infra-estrutura, promoveu a instalação da Prefeitura do novo prédio, onde funciona até hoje; construiu casas populares, viabilizadas através convênio com o Governo Federal; construiu banheiros nas casas da zona rural; fez o calçamento da lavanderia até o Hospital; além de saneamento básico, criou a Secretaria Municipal de Saúde Dr. Salviano da Silva Lacerda; e ainda, a reconstrução do Cemitério São Justino.

## Geografia
Aguiar, município do Estado da Paraíba, Nordeste do Brasil, está localizado na sub-região do Sertão, mais precisamente no Baixo Sertão Paraibano e na microrregião de Piancó.

### Limites
Ao norte: São José de Lagoa Tapada e Nazarezinho. A noroeste: Carrapateira. A oeste: São José de Piranhas. A sudoeste: Serra Grande. Ao sul: Itaporanga e Igaracy. A sudeste: Piancó. E ao leste: Coremas.

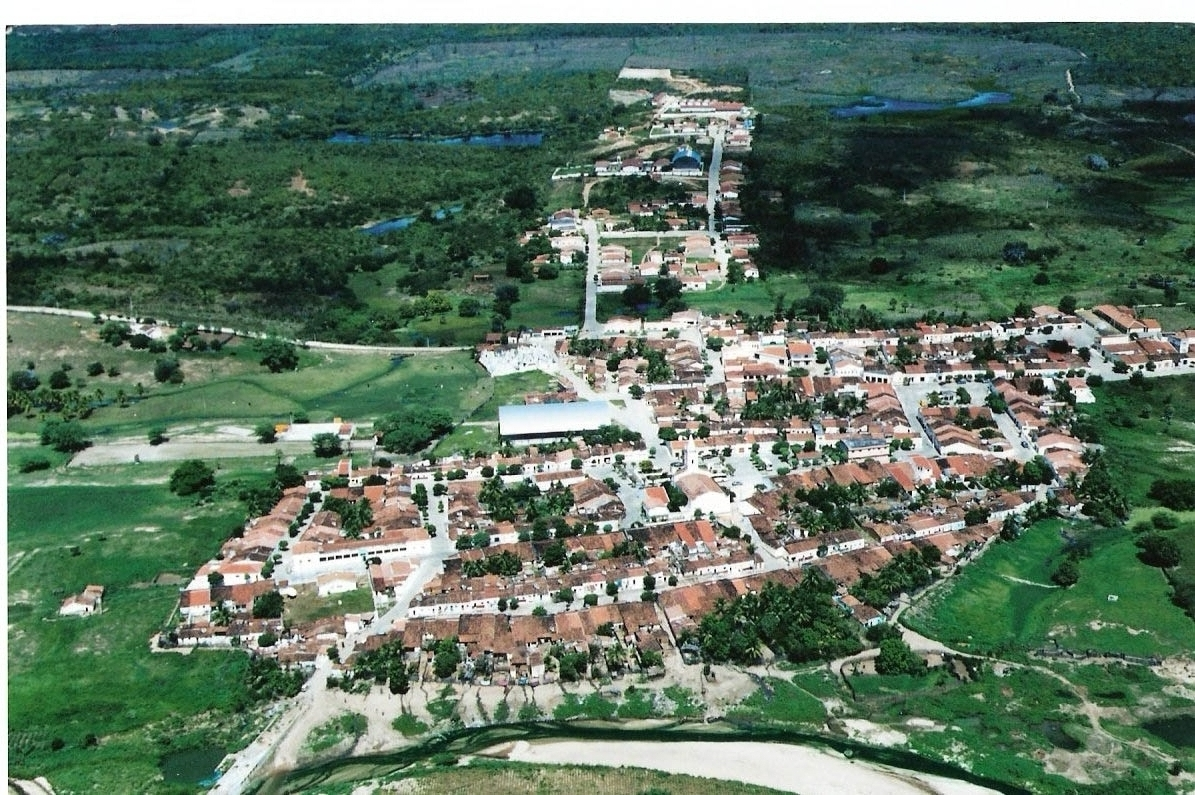
Vista aérea do município de Aguiar.

### Relevo
Aguiar acha-se incluso na Unidade Geoambiental da "Depressão Sertaneja", onde os terrenos ficam entre 250/300m, com relevo em colinas e dissipação relativamente acentuada, pois se destacam elevações residuais dispostas em firma alongada e alinhada com o"trend" estrutura geológica regional. A depressão é relativa, pois se encontra acima do nível do mar, e mais baixa em relação aos terrenos vizinhos.

### Solo
Os solos são rasos e pedregoso, resultantes da degradação das rochas cristalinas, do embasamento, sendo, em sua maioria, do tipo polizólico - vermelho-amarelo de composição areno-argiloso, tendo localmente latossolo e solo de aluvião. A falta de água por períodos bem prolongados provoca um desenvolvimento lento dos solos. A decomposição química da rocha é poço expressivo, ocorrendo maior ação mecânica (quebramento) da rocha.

### Fauna e Flora
Aguiar, assim como vários municípios e regiões do Nordeste Brasileiro, conta com uma vegetação rústica e extremamente adaptada ao clima predominante no bioma da Caatinga e suas condições áridas. Dentre as espécies que se destacam, estão os cactos (xique-xique, mandacaru e coroa-de-frade) e também arbustos e outras plantas menores. A fauna também é diversificada. Os animais presentes aqui são adaptados ao nosso clima. Dentre as espécies regionais estão mamíferos (preás, tatus, guarás, raposas e saguis), aves psitaciformes (periquitos e tuins), passeriformes (bem-te-vis, pitiguarís, papa-moscas, sanhaçus, galos de campina, etc) e aquáticas ( garças, marrecas, saracuras e jaçanãs), entre outras espécies (pombos, inhambus, curiangos). Além dessas classes, também podemos encontrar algumas espécies de anfíbios (sapos e rãs), répteis (cobras, lagartos, iguanas e tejus) e peixes (lambarís, traíras, curimatãs) e, também, várias classes diferentes de invertebrados (insetos, moluscos de água doce, aracnídeos, etc.).

### Bioma e Clima
Apresenta o bioma da Caatinga. Em termos climatológicos, o Município acha-se inserido no denominado "Polígono das Secas". Na área geográfica de abrangência do semiárido brasileiro, definido pelo Ministério da Integração Nacional, em 2005. Essa delimitação tem como critérios os índices pluviométricos, o índice de aridez e o risco de seca. Apresenta clima semiárido (quente e seco), com chuvas de verão, alcançando um dos mais baixos índices de precipitação do Estado. O regime pluviométrico, além de baixo, é irregular, com temperaturas elevadas durante o dia, amenizando à noite entre 25 °C e 30 °C à sombra, com ocasionais picos mais elevados, principalmente durante a seca. No geral, caracteriza-se pela presença de apenas duas estações: o verão e inverno. Esse clima inóspito caracteriza sua paisagem.
Dados do Departamento de Ciências Atmosféricas, da Universidade Federal de Campina Grande, mostram que Aguiar apresenta um clima com média pluviométrica anual de 902.9 mm e temperatura média anual de 26.4 °C.
| Dados climatológicos para Aguiar              | Dados climatológicos para Aguiar | Dados climatológicos para Aguiar | Dados climatológicos para Aguiar | Dados climatológicos para Aguiar | Dados climatológicos para Aguiar | Dados climatológicos para Aguiar | Dados climatológicos para Aguiar | Dados climatológicos para Aguiar | Dados climatológicos para Aguiar | Dados climatológicos para Aguiar | Dados climatológicos para Aguiar | Dados climatológicos para Aguiar | Dados climatológicos para Aguiar |
| Mês                                           | Jan                              | Fev                              | Mar                              | Abr                              | Mai                              | Jun                              | Jul                              | Ago                              | Set                              | Out                              | Nov                              | Dez                              | Ano                              |
| --------------------------------------------- | -------------------------------- | -------------------------------- | -------------------------------- | -------------------------------- | -------------------------------- | -------------------------------- | -------------------------------- | -------------------------------- | -------------------------------- | -------------------------------- | -------------------------------- | -------------------------------- | -------------------------------- |
| Temperatura máxima média (°C)                 | 34,3                             | 33,3                             | 32,4                             | 32,0                             | 31,4                             | 31,0                             | 31,2                             | 32,7                             | 34,1                             | 35,2                             | 35,5                             | 35,2                             | 33,2                             |
| Temperatura média (°C)                        | 27,5                             | 26,8                             | 26,2                             | 26,0                             | 25,5                             | 24,8                             | 24,8                             | 25,5                             | 26,7                             | 27,5                             | 27,8                             | 27,9                             | 26,4                             |
| Temperatura mínima média (°C)                 | 22,0                             | 21,7                             | 21,5                             | 21,3                             | 20,6                             | 19,6                             | 19,1                             | 19,1                             | 20,2                             | 21,1                             | 21,6                             | 22,0                             | 20,8                             |
| Chuva (mm)                                    | 97,3                             | 153,0                            | 239,4                            | 197,3                            | 75,9                             | 29,3                             | 18,6                             | 5,8                              | 3,2                              | 9,8                              | 23,9                             | 45,8                             | 902,9                            |
| Fonte: Departamento de Ciências Atmosféricas. |                                  |                                  |                                  |                                  |                                  |                                  |                                  |                                  |                                  |                                  |                                  |                                  |                                  |

## Bairros
- Centro
- Engenheiro Evandro
- Novo Aguiar

## Religiosidade

### Catolicismo

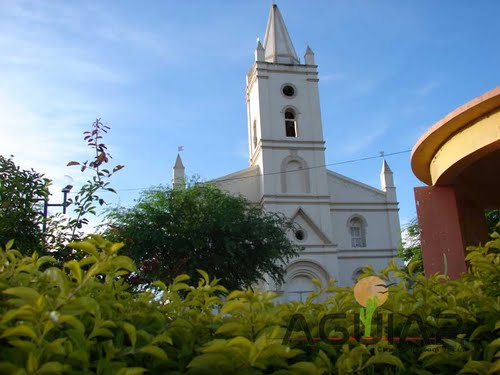
Igreja Matriz de Aguiar.

#### Decreto da Criação da Paróquia de São Sebastião
No dia 8 de outubro de 1954, segundo as prescrições do novo Código de Direito Canônico, e ouvindo o Conselho Presbiterial e atendendo às necessidades espirituais dos fiéis do município de Aguiar, a paróquia de Nossa Senhora dos Remédios de Boqueirão dos Cochos, deste Bispado, havendo por bem desmembrar da referida paróquia, o atual território que constitui o município de Aguiar, erigirem Igreja Matriz a Capela de São Sebastião da cidade de Aguiar. Concederam à matriz da paróquia, os direitos, honras e prerrogativas da Igreja Paroquial. Este decreto foi publicado pelo Bispo Diocesano Dom Zacarias Rolim de Moura.

#### Instalação da Paróquia.[5]
A Paróquia de São Sebastião, em Aguiar, foi instalada às 19 horas do dia 22 de fevereiro de 1985, na Igreja Matriz, perante grande número de fiéis e com a presença de autoridades civis e religiosas, numa celebração Eucarística presidida pelo Monsenhor Francisco de Assis, e concelebrada pelos Padres Domingos Cleide Claudino e pelo pároco de Piancó, Padre Severino Alencar Leite, no dia em que houve uma seção solene para a instalação da Paróquia, presidida pelo Monsenhor Sitônio, representante do senhor Bispo Dom Zacarias Rolim de Moura, e o Padre Domingos Cleide, que fez a leitura do Decreto Episcopal de criação da nova Paróquia de São Sebastião. O Papa, sucessor de Pedro da época, era João Paulo II. Usando a palavra, em nome da comunidade, a professora Aglahé Veras de Lima e o senhor José Bráulio de Sousa, em nome do Deputado Judivan Cabral de Sousa. Após a criação e instalação da Paróquia de São Sebastião, sendo o Padre Jackson de Sá Mendes.

#### Padres que já administraram a Paróquia de São Sebastião.[5]
1ª administração: Pe. Guilherme Tow (1985-1987). 2ª administração: Pe. Severino Alencar Leite (1987). 3ª administração: Monsenhor Hamilcar Mota Alencar (1987-1988), foi quem comprou os primeiros objetos litúrgicos. 4ª administração: Pe. Expedito Félix da Fonseca (1988-1989). 5ª administração: Dom Elizeu Gomes Oliveira (1989-1991). 6ª administração: Padre Luciano Dias de Morais (1990-1991). 7ª administração: Pe. Delfino Barboza Neto (1991). 8ª administração: Pe. João Carlos Santana (1992-1994). 9ª e 10ª administração: Pe. José Arimatéia de Costa e Ernaldo José de Sousa, respectivamente (1995-2002). 11ª administração: Pe. Lourival Luís, atualmente, pastor evangélico. 12ª administração: Pe. Francisco Cezar Pamplona. 13ª administração: Pe. José Roberto Jerônimo.

### Protestantismo

#### Igreja Filadélfia Pentecostal Independente
Em meados de 1972, o Presidente da sede, Manoel Alves Queiroz, e a vice-presidente Alexandrina "Xandu" Soares, deram o nome da Igreja Filadélfia Pentecostal Independente da Bíblia Sagrada ao templo. Em 1980, Severino Alves de Lucena fundou a com muito esforço e dificuldades. A igreja foi construída com a ajuda do dízimo dos fiéis. Sua inauguração foi realizada em 20 de janeiro de 1982. Já teve oito administradores.

#### Igreja Congregação Assembleia de Deus
Criada nos anos 1980, pelo pastor Josué Aranha, que vinha de São José de Lagoa Tapada. Não tinha templo onde realizar o culto; somente em 17 de agosto de 1996, foi construído o templo com a ajuda do pastor Lucas e do pastor José Antônio, de Maceió-AL. Ficou pronto em 13 de novembro de 1999. O objetivo é anunciar o Evangelho e salvar vidas para Cristo.

#### Igreja Congregação Batista
Iniciou suas atividades em 1985, na rua Severino Amâncio, liderada pelo irmão Adalberto. Os fundadores tinham como objetivo implantar a Igreja no Vale do Piancó. Os administradores estão à frente da Igreja por mais de 20 anos. Além de pregar o Evangelho, foram responsáveis pela construção da adutora de filtração para o abastecimento de água da Cidade.

#### Igreja Congregação Cristã no Brasil
Chegou à cidade pelos membros Maria Alves da Silva e Edilson Ferreira da Silva. Construíram o templo em 2000. Maria comprou o terreno e Edilson conseguiu verbas.

#### Congregação Mundial do Poder de Deus
Veio por intermédio do casal José de Heleno e sua esposa, que contribuiu com a divulgação a fim de realizar o primeiro culto, em 15 de abril de 2011. O objetivo é difundir o Evangelho.